# 실록세인

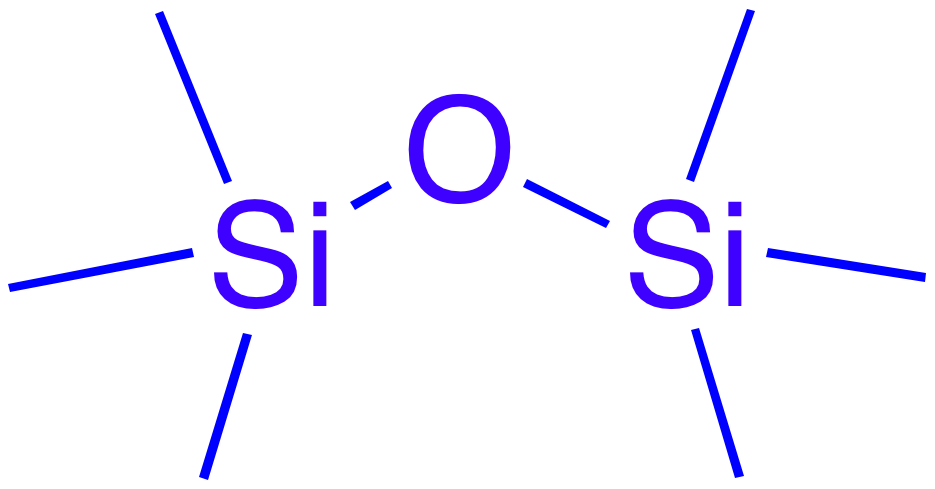

실록세인(siloxane)은 Si−O−Si 연결의 유기규소화학 작용기이다. 작용기 R3SiO−는 실록시(siloxy)로 부른다. 실록세인은 인공적으로 만들어지며 화합물의 소수상, 낮은 열전도성, 높은 유연성으로 인해 수많은 상업 부문과 산업 부문에 사용되고 있다.